# NGC 642
NGC 642 è una vasta galassia a spirale barrata situata nella costellazione dello Scultore, a una distanza di circa 272 milioni di anni luce dalla nostra Via Lattea.

## Scoperta
La galassia è stata scoperta il 27 settembre 1834 dall'astronomo britannico John Herschel.

## Descrizione
NGC 642 ha una classe di luminosità III e presenta una larga riga a 21 cm dell'idrogeno neutro.
Le due galassie NGC 639 e NGC 642 si trovano a una distanza pressoché uguale dalla nostra  Via Lattea. Sembra pertanto ragionevole classificarle come una coppia di galassie interagenti.